# 티토 오켈로
티토 루트와 오켈로(스와힐리어: Tito Lutwa Okello, 1914년 10월 15일 ~ 1996년 6월 3일)는 우간다의 군인이자 정치가이다. 그는 1985년 7월 29일부터 1986년 1월 26일까지 우간다의 대통령이었다.

## 생애
티토 오켈로는 1914년경 키트굼 구 남오코라에서 아촐리족으로 태어났다.
1940년 그는 킹스 아프리카 소총에 가입했고, 제2차 세계 대전 동아프리카 전역으로 활동했다. 직업 군 장교로서, 그는 다양한 임무를 가지고 있었다.
밀턴 오보테 대통령의 추종자로서, 오켈로는 이디 아민이 우간다의 새로운 통치자가 된 1971년 쿠데타 이후 망명길에 올랐다. 1972년, 반군은 오보테를 복구하기 위해 우간다를 침공했다. 오켈로는 마사카를 목표로 한 반란 단체의 지도자 중 한 명이었다. 그 침략은 충성파 우간다 군대에 의해 패배했다.
오켈로는 우간다-탄자니아 전쟁에 참전했다. 그는 1979년 아민을 권력에서 몰아낸 탄자니아 인민방위군과 우간다 민족해방군(UNLA) 사이의 연합군 지휘관 중 한 명이었다. 1980년에 오보테는 대통령직에 복귀했다. 오켈로는 1980년부터 1985년까지 UNLA의 사령관으로 임명되었다.

## 쿠데타
1985년 7월, 티토 오켈로는 바질리오 올라라오켈로와 함께 오보테 대통령을 무너뜨린 쿠데타를 일으켰다. 그는 현 대통령 요웨리 무세베니의 지도 하에 활동하던 국가 저항군에 의해 전복될 때까지 6개월 동안 대통령직을 통치했다. 그는 쫓겨난 후 케냐로 망명했다.

## 사망
오켈로는 1993년 무세베니 대통령의 사면을 받고 캄팔라로 돌아올 때까지 망명 생활을 했다. 그는 3년 후인 1996년 6월 3일, 밝혀지지 않은 질병으로 사망했다. 그는 사망 당시 거의 82세였다. 그의 유해는 키트굼 구에 있는 그의 조상들의 집에 묻혔다.